# Kid Ory

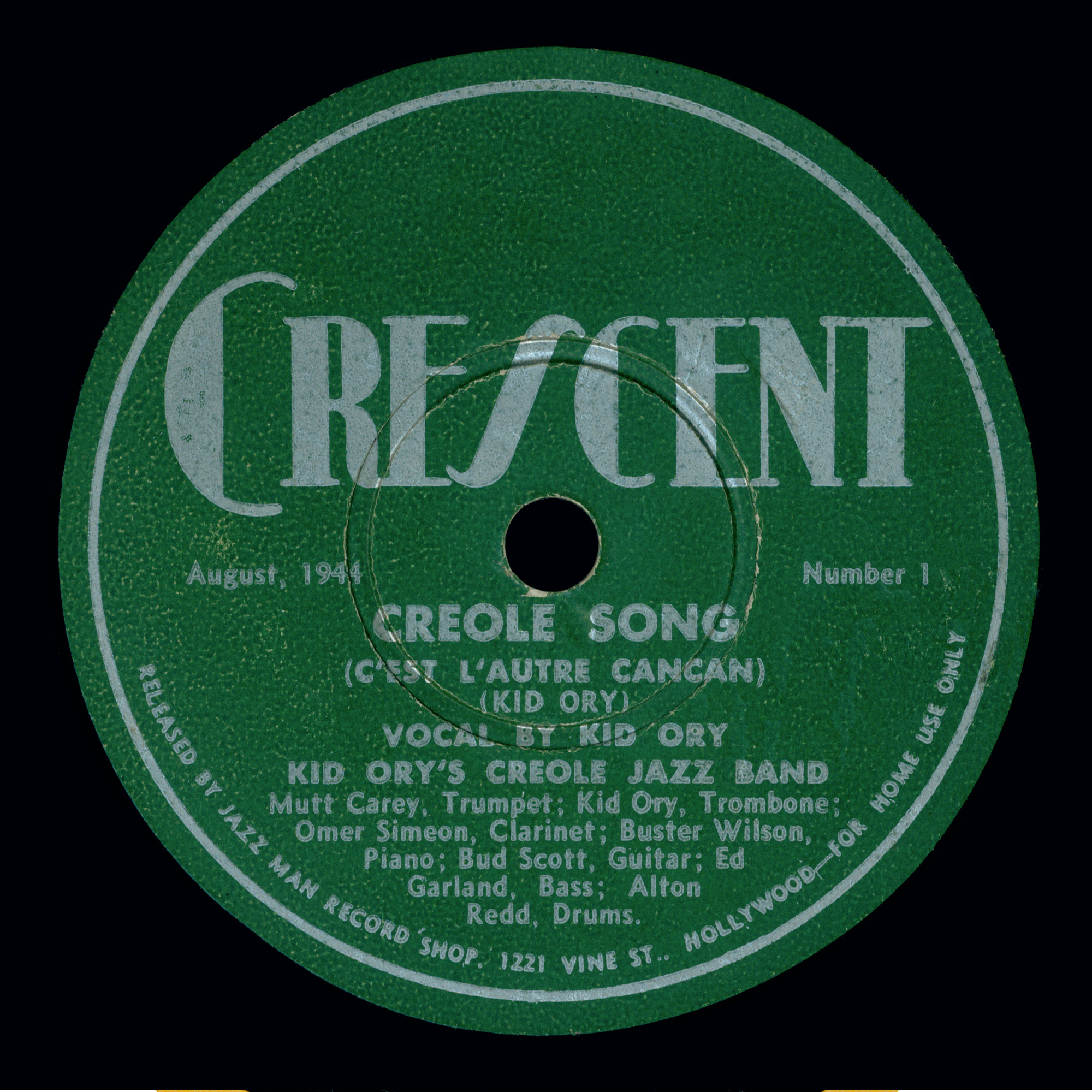
Creole Song

Edward „Kid” Ory (LaPlace, Louisiana, 1886. december 25. – Honolulu, Hawaii, 1973. január 23.) amerikai dzsessz-muzsikus, a korai New Orleans-i dzsessztörténet meghatározó egyénisége.
New Orleansban először Buddy Bolden együttesében játszott. A King Oliver's Brownn Skinned Babies nevű együttes már hozzá fűződik. 1917-től itt játszott Louis Armstrong is.
A „Kölyök”... kulcsszerepet játszott a dzsessz kialakulásában: ő a kapocs a New Orleans-i kezdetek, illetve Louis Armstrong... csodája között.
Hangszerei a harsona, a trombita, a klarinét, a bendzsó, a gitár, a dob voltak, szóval bármin tudott játszani, emellett énekelt is. A legismertebb New Orleansi-i zenészek voltak a partnerei, így King Oliver, Armstrong, Johnny Dodds, Jimmie Noone, George Lewis is.
1919-től Los Angelesben volt a Sunshine Orchesta élén, 1924-től Chicagóban King Oliver zenekarában játszott.
Az 1930-as években a válság miatt neki is vissza kellett vonulnia, de az újbóli dzsesszvirágzás idején már sikeresen bőgőzött Barney Bigard kisegyüttesében.
Saját zenekarokat is szervezett, lemezfelvételeket készített. Az egyik legelső pozanos volt, aki szólókat is játszott.

## Zenekarok
Louis Armstrong and His Hot Five (1925-1927), Red Hot Peppers, New Orleans Wanderers, Kid Ory And His Creole Jazz

## Lemezek
- 1950: Kid Ory and His Creole Dixieland Band
- 1951: At the Beverly Cavern
- 1953: Live at Club Hangover, Vol. 1
- 1953: Creole Jazz Band at Club Hangover
- 1954: Live at Club Hangover, Vol. 3
- 1954: Kid Ory's Creole Jazz Band
- 1954: Creole Jazz Band
- 1954: Kid Ory's Creole Band/Johnny Wittwer Trio
- 1955: Sounds of New Orleans, Vol. 9
- 1956: Kid Ory in Europe
- 1956: Kid Ory's Creole Jazz Band/This Kid's the Greatest!
- 1956: The Legendary Kid
- 1956: Favorites!
- 1957: The Kid from New Orleans: Ory That Is
- 1957: Dixieland Marching Songs
- 1957: Kid Ory Sings French Traditional Songs
- 1958: Song of the Wanderer
- 1959: At the Jazz Band Ball
- 1959: Plays W.C. Handy
- 1960: Dance with Kid Ory or Just Listen
- 1961: The Original Jazz
- 1961: The Storyville Nights
- 1968: Kid Ory Live
- 1978: Edward Kid Ory and His Creole Band at the Dixieland Jubilee
- 19??: Kid Ory The Great New Orleans Trombonist
- 1981: Kid Ory Plays The Blues
- 1990: Favorites
- 1992: Kid Ory at the Green Room, Vol. 1
- 1994: Kid Ory at the Green Room, Vol. 2
- 1997: Kid Ory and His Creole Band at the Dixieland Jubilee
- 1997: Kid Ory's Creole Jazz Band
- 1998: In Denmark
- 2000: Live at the Beverly Cavern